# Chresta scapigera
Chresta scapigera là một loài thực vật có hoa trong họ Cúc. Loài này được (Less.) Gardner mô tả khoa học đầu tiên năm 1842.